# Limba avară
Limba avară este o limbă nord-est caucaziană, din subgrupul limbilor avar-ahdice, vorbită de avari, în special în Daghestan

## Distribuție geografică
Limba avară este vorbită în special în partea de vest și sud ale Daghestanului precum și în regiunile Balakan și Zaqatala din Azerbaidjan. Mai există grupuri vorbind limba avară în Cecenia, Kalmîkia, Georgia, Kazahstan, Ucraina, Iordania și zona din apropierea Mârii Marmara a Turciei. După UNESCO, există aproximativ 800.000 de vorbitori de avară.